# Patinação artística nos Jogos Olímpicos de Inverno de 2002 - Duplas
A competição duplas mistas da patinação artística nos Jogos Olímpicos de Inverno de 2002 foi disputado no dia 17 de fevereiro entre 29 patinadores.

## Medalhistas
| Ouro   | RUS Elena Berezhnaya / Anton Sikharulidze CAN Jamie Sale / David Pelletier |
| Bronze | CHN Shen Xue / Zhao Hongbo                                                 |

## Escândalo na arbitragem

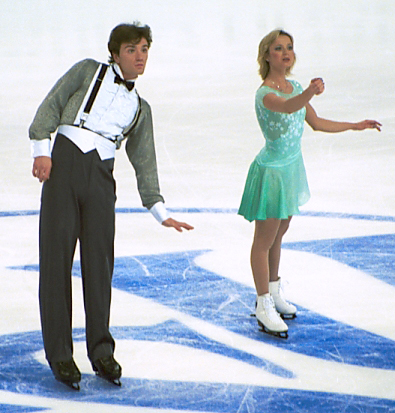
A dupla russa Elena Berezhnaya e Anton Sikharulidze.

Na competição de duplas da patinação artística, os representantes da Rússia (Elena Berezhnaya e Anton Sikharulidze) e do Canadá (Jamie Salé e David Pelletier), eram considerados os favoritos à conquista do ouro. Especialistas apontaram a performance russa mais difícil, porém contendo mais erros (incluindo um grave no último passo), e a vitória canadense era tomada como certa. O público aparentemente, incentivava a vitória da dupla. Com o anúncio das notas, a vitória fora para a dupla russa. Comentaristas imediatamente contestaram a decisão, dizendo que era impossível para Berezhnaya e Sikharulidze vencer Salé e Pelletier.

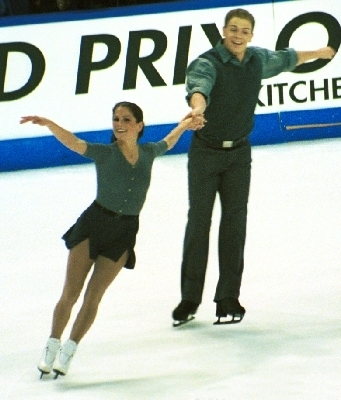
A dupla canadense Jamie Salé e David Pelletier.

Os árbitros da Rússia, da Polônia, da China, da Ucrânia e da França haviam dado notas melhores para os russos. Os árbitros dos Estados Unidos, do Canadá, da Alemanha e do Japão haviam escolhido os canadenses. Quase que imediatamente, suspeitas de manipulação recaíram sobre a árbitra francesa, Marie-Reine Le Gougne. Posteriormente, Le Gougne revelou que foi pressionada pelo chefe da federação francesa, Didier Gailhaguet, a colocar a dupla russa em primeiro lugar. Esse ato faria parte de um esquema para beneficiar a dupla francesa na competição de dança no gelo, que seria realizada em alguns dias.
A reação no Canadá e nos Estados Unidos foi de revolta. O sentimento em relação aos russos, entretanto, era de que eles não poderiam ser punidos pelos atos de um único árbitro. A Federação Internacional de Esqui e o Comitê Olímpico Internacional decidiram, então, afastar Marie-Reine Le Gougne das competições, elevar a dupla canadense ao primeiro lugar e manter a dupla russa com a medalha de ouro, já que não foi provada a participação dela no caso. Uma nova cerimônia de premiação foi realizada, com o hasteamento das bandeiras da Rússia e do Canadá no mesmo nível, para lamento da dupla russa. Nenhuma dupla herdou a medalha de prata.

## Resultados
| #  | Dupla                                                              | País                  | Pontos  | PC  | FS      |
| -- | ------------------------------------------------------------------ | --------------------- | ------- | --- | ------- |
| 1  | Elena Berezhnaya / Anton Sikharulidze Jamie Sale / David Pelletier | RUS Rússia CAN Canadá | N/A N/A | 1 2 | N/A N/A |
| 3  | Shen Xue / Zhao Hongbo                                             | CHN China             | 4.5     | 3   | 3       |
| 4  | Tatiana Totmianina / Maxim Marinin                                 | RUS Rússia            | 6.0     | 4   | 4       |
| 5  | Kyoko Ina / John Zimmerman                                         | USA Estados Unidos    | 7.5     | 5   | 5       |
| 6  | Maria Petrova / Alexei Tikhonov                                    | RUS Rússia            | 9.0     | 6   | 6       |
| 7  | Dorota Zagorska / Mariusz Siudek                                   | POL Polônia           | 11.0    | 8   | 7       |
| 8  | Katerina Berankova / Otto Dlabola                                  | CZE República Checa   | 11.5    | 7   | 8       |
| 9  | Pang Qing / Tong Jian                                              | CHN China             | 14.0    | 10  | 9       |
| 10 | Jacinthe Lariviere / Lenny Faustino                                | CAN Canadá            | 16.5    | 13  | 10      |
| 11 | Zhang Dan / Zhang Hao                                              | CHN China             | 16.5    | 9   | 12      |
| 12 | Anabelle Langlois / Patrice Archetto                               | CAN Canadá            | 18.0    | 14  | 11      |
| 13 | Tiffany Scott / Philip Dulebohn                                    | USA Estados Unidos    | 18.5    | 11  | 13      |
| 14 | Mariana Kautz / Norman Jeschke                                     | GER Alemanha          | 21.0    | 12  | 15      |
| 15 | Aliona Savchenko / Stanislav Morozov                               | UKR Ucrânia           | 22.0    | 16  | 14      |
| 16 | Tatiana Chuvaeva / Dmitri Palamarchuk                              | UKR Ucrânia           | 23.5    | 15  | 16      |
| 17 | Olga Bestandigova / Jozef Bestandig                                | SVK Eslováquia        | 25.5    | 17  | 17      |
| 18 | Natalia Ponomareva / Evgeni Sviridov                               | UZB Uzbequistão       | 27.0    | 18  | 18      |
| 19 | Michela Cobisi / Ruben De Pra                                      | ITA Itália            | 28.5    | 19  | 19      |
| 20 | Maria Krasiltseva / Artem Znachkov                                 | ARM Armênia           | 30.0    | 20  | 20      |

Legenda
| Recorde mundial      | Recorde mundial (World record)               |                       | Recorde africano                      | Recorde africano (African) |                                           | Q | Classificado por posição (Qualified) |
| Recorde olímpico     | Recorde olímpico (Olympic record)            | Recorde da América    | Recorde da América (Americas)         | q                          | Classificado por melhor tempo (Qualified) |   |                                      |
| Melhor marca do ano  | Melhor marca do ano (World leading)          | Recorde asiático      | Recorde asiático (Asian)              | DNS                        | Não largou (Did not start)                |   |                                      |
| Recorde nacional     | Recorde nacional (National record)           | Recorde europeu       | Recorde europeu (European)            | DNF                        | Não terminou (Did not finish)             |   |                                      |
| Recorde pessoal      | Recorde pessoal do atleta (Personal best)    | Recorde da Oceania    | Recorde da Oceania (Oceania)          | DSQ / DQ                   | Desclassificado (Disqualified)            |   |                                      |
| Recorde da temporada | Recorde da temporada do atleta (Season best) | Recorde sul-americano | Recorde sul-americano (South America) | NM                         | Sem marca (No mark)                       |   |                                      |